# Beniakovce
Beniakovce (hongrois : Benyék) est un village de Slovaquie situé dans la région de Košice.

## Histoire
Première mention écrite du village en 1379.

## Démographie

### Évolution de la population
| Année:               | 1994. | 2004.   | 2014.    | 2024.    |
| -------------------- | ----- | ------- | -------- | -------- |
| Nombre de personnes: | 529   | 558     | 645      | 873      |
| Différence:          |       | +5,48 % | +15,59 % | +35,34 % |

| Année:               | 2023. | 2024.   |
| -------------------- | ----- | ------- |
| Nombre de personnes: | 839   | 873     |
| Différence:          |       | +4,05 % |